# Tsodilo
Tsodilo ligger i Botswana og har været på UNESCOs verdensarvsliste siden 2001. Optagelsen er begrundet i stedets unikke religiøse og spirituelle betydning for de lokale og for at stedet havde været beboet i flere årtusinder. Stedet har mere end 4.500 klippemalerier på et areal der ca. udgør 10 km² i Kalahariørkenen.

## Eksterne kilder og henvisninger
- Wikimedia Commons har flere filer relateret til Tsodilo
- «Verdens eldste rituelle handling: Tilba pytonslangen for 70 000 år siden» Arkiveret 4. februar 2007 hos  Wayback Machine Sheila Coulson på apollon.uio.no

18°46′18″S 21°45′15″Ø / 18.77167°S 21.75417°Ø